# Teofil Cichocki
Teofil Faustyn Cichocki herbu Nałęcz (ur. 27 kwietnia 1830 w Warszawie, zm. 10 września 1902 w Januszówce w guberni wołyńskiej) – polski chemik, pionier rozwoju chemii rolnej i gleboznawstwa w Królestwie Polskim w drugiej połowie XIX wieku .

## Życiorys
Urodził się w 1830 w Warszawie jako syn urzędnika celnego Adama oraz Małgorzaty z Raciborskich. W 1849 roku ukończył wydział chemii gimnazjum realnego. W 1850 roku podjął pracę w Instytucie Agronomicznym Gospodarstwa Wiejskiego i Leśnego w Marymoncie, skąd na kilka lat oddelegowano go na studia do Akademii Rolniczej w Prószkowie koło Opola . Po nauce ponownie podjął pracę w instytucie marymonckim obejmując stanowisko profesora chemii i technologii .
W latach 1860–1861 pełnił funkcję profesora w Instytucie Szlacheckim w Warszawie. W 1862 roku przeniósł się do Puław, gdzie w latach 1862–1863 pracował w Instytucie Politechnicznym i Rolniczo-Leśnym. W latach 1869–1885 pełnił funkcję pracownika naukowego w Instytucie Gospodarstwa Wiejskiego i Leśnictwa. W latach 1886–1893 zorganizował oraz kierował stacją chemiczno-rolną w Sobieszynie, gdzie oprócz badań chemicznych nadzorował również stałą stację meteorologiczną . W 1859 kierował pracownią chemiczną Towarzystwa Rolniczego w Królestwie Polskim .

## Publikacje
Publikował artykuły w dodatku do Gazety Warszawskiej – Korespondencie Przemysłowym, Handlowym i Rolniczym na tematy zastosowania chemii oraz technologii w rolnictwie, użyciu nawozów oraz o cukrownictwie . W Rocznikach Gospodarstwa Krajowego z 1862 roku opublikował „Wiadomość o robotach w pracowni chemicznej b. Towarzystwa Rolniczego dokonanych”, a w Korespondencie z tego roku artykuł o nawozach sztucznych .
Był encyklopedystą piszącym hasła z zakresu chemii do 28 tomowej Encyklopedii Powszechnej Orgelbranda z lat 1859–1868. Jego nazwisko wymienione jest w I tomie z 1859 roku na liście twórców zawartości tej encyklopedii . Napisał w niej hasła: Aldehydy, Glin, glinka, Krzem, krzemionka, Wapno, wapnowanie, Żywice i inne .
Współpracował również z Encyklopedią Rolnictwa i wiadomości związek z nim mających wydawanej w Warszawie w latach 1873–1879, do której napisał hasła Asfalt, Cukier, cukrownictwo, Drożdże, Gorzelnictwo, Guma itp. 
Był poliglotą znającym język niemiecki oraz rosyjski, a także tłumaczem. Przetłumaczył m.in. na język polski wydany w roku 1850 w Bibliotece Warszawskiej przekład „Instrukcyi o konduktorach” .